# Charles Schepens

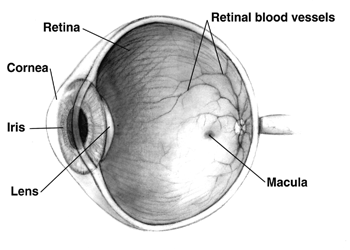
Vista transversal de l'ull humà. Cortesia NIH National Eye Institute.

Charles Schepens   (Mouscron, 13 de març de 1912 - 28 de març de 2006) Charles Louis Schepens va ser un influent oftalmòleg belga (posteriorment nord-americà, considerat per molts en la professió com "el pare de la moderna cirurgia de retina", i membre de la Resistència francesa.

## Biografia
Schepens va néixer a Mouscron, Bèlgica, el 1912; el seu pare era metge. Inicialment, va estudiar matemàtiques abans de graduar-se a la facultat de medicina el 1935 a la Universitat Estatal de Gant a Bèlgica. Schepens es va formar després en oftalmologia al Moorfields Eye Hospital de Londres, Anglaterra abans de la Segona Guerra Mundial. Després que els alemanys van envair Bèlgica el 1940, es va convertir en un oficial mèdic de la Força Aèria belga.
Després de la caiguda de Bèlgica, Schepens es va escapar a França on es va activar en la Resistència francesa contraban de documents i persones pels Pirineus cap a Espanya durant 1942 i 1943. Schepens va ser capturat dues vegades per la Gestapo. Va treballar sota l'àlies de Jacques Perot, un operari d'una fàbrica de fusta al poble basc francès de Mendive. Conscient que els alemanys s'havien assabentat de l'operació, va fugir a Anglaterra.

## Oftalmòleg, especialista en retina i inventor
Després de la guerra, Schepens va reprendre la seva carrera mèdica a Moorfields. El 1947, va emigrar als Estats Units i es va convertir en becari a la Harvard Medical School. Schepens s'acredita per crear la subespecialitat vitreretinal en oftalmologia. El 1949, va establir el primer servei de retina del món i la primera beca de malalties de la retina a la Massachusetts Eye and Ear Infirmary. Va fundar un laboratori d'investigació per a la investigació de les malalties de la retina, la Fundació Retina, el 1950. Ara conegut com a Schepens Eye Research Institute, està afiliat a Harvard i a l'Hospital General de Massachusetts. Ha crescut de 6 personal inicialment a 200 a partir de 2006, i en aquell moment era l'organització independent de recerca ocular més gran dels Estats Units. El 2011, l'institut es va combinar amb la Massachusetts Eye and Ear Infirmary.
El 1967, Schepens va fundar The Retina Society i va ser el seu primer president de 1968 a 1969.
Schepens va inventar l'⁣oftalmoscopi indirecte binocular (BIO), que s'utilitza habitualment per mirar la retina. La seva BIO original es troba ara a la col·lecció de la Smithsonian Institution. S'ha informat que Schepens va muntar el prototip de la seva BIO a partir de restes metàl·liques recollides als carrers de Londres durant el bombardeig alemany. També va ser un pioner de les tècniques quirúrgiques com el pandeig escleral per a la reparació de despreniments de retina. L'ús d'aquestes tècniques ha augmentat l'èxit de la cirurgia de reinserció de retina del 40% al 90%. Durant la seva carrera, Schepens va escriure quatre llibres i més de 340 articles de recerca.

## Premis i reconeixements
El 1999, Schepens va ser escollit per la Societat Americana de Cataracta i Cirurgia Refractiva com un dels deu oftalmòlegs més influents del segle. L'Acadèmia Americana d'Oftalmologia el va nomenar com un dels seus premiats inaugurals el 2003 com a reconeixement a la seva contribució al camp. L'any 2006, els seus primers heroics també van ser recompensats quan el cònsol general de França li va lliurar el premi de la Legió d'Honor francesa pel contraban de més de 100 persones de França a Espanya.
La història de la seva vida s'ha explicat al llibre de 2004 de Meg Ostrum, "The Surgeon and the Shepherd: Two Resistance Heroes in Vichy France". El 2006, Schepens va morir d'un ictus a noranta-quatre anys
El 2013, es va incloure un perfil biogràfic del Dr. Schepens en un llibre més venut anomenat Saving Sight: An eye surgeon's look at life behind the mask and the heroes who changed the way we see,, d'Andrew Lam (autor), MD

## Enllaços ecterns
- Institut d'Investigació Ocular Schepens
- Fundació Schepens Retina Associates
- Societat Internacional Schepens Arxivat 2022-03-09 a Wayback Machine.